# Christer Thorn
Christer Thorn (* 26. Mai 1879 in der Provinz Skåne län; † 25. Juni 1956 in Stockholm) war ein schwedischer Romanist und Didaktiker.

## Leben und Werk
Anders Christopher Thorn promovierte als Schüler von Fredrik Wulff 1907 in Lund mit der  Étude sur les verbes dénominatifs en français. Er war dann Gymnasiallehrer und von 1909 bis 1921 Lehrbeauftragter der Universität Lund. Von 1921 bis 1928 lehrte er Französisch an der Marineschule, von 1928 bis 1937 Romanistik an der Universität Stockholm. Thorn tat sich in der Sprachgeographie und in der Französischdidaktik hervor.

## Weitere Werke
- Les verbes parasynthétiques en Français, Lund 1909
- Quelques dénominations du "Cordonnier" en français. Etude de géographie linguistique, in: Archiv für das Studium der neueren Sprachen und Literaturen, 129, 1912, S. 81–133
- Sartre-Tailleur. Etude de lexicologie et de géographie linguistique, Lund 1913
- (Hrsg.) Nicole Bozon, Les proverbes de bon enseignement, Lund 1921
- (mit Gunnar Biller) Fransk språklära, Stockholm 1929, 11. Auflage 1963
- Les Désignations françaises du médecin et de ses concurrents, aujourd'hui et autrefois, in: Zeitschrift für französische Sprache und Literatur 55, 1932
- La vie française. Några franska texter för mellanstadiet, Stockholm 1934
- (mit Arnold Bonde Francke) Fransk vokabelsamling, Stockholm 1942